# 2000 CP104
2000 CP104, também escrito como 2000 CP104, é um objeto transnetuniano que está localizado no cinturão de Kuiper, uma região do Sistema Solar. Este corpo celeste é classificado como um cubewano. Ele possui uma magnitude absoluta de 6,5 e tem um diâmetro estimado com cerca de 221 km. O astrônomo Mike Brown lista este objeto em sua página na internet como um candidato a possível planeta anão.

## Descoberta
2000 CP104 foi descoberto no dia 6 de fevereiro de 2000 pelo astrônomo Marc W. Buie.

## Órbita
A órbita de 2000 CP104 tem uma excentricidade de 0,098 e possui um semieixo maior de 44,546 UA. O seu periélio leva o mesmo a uma distância de 40,160 UA em relação ao Sol e seu afélio a 48,932 UA.